# Augusto Eguiluz
Augusto Eguiluz Delon (* 7. Januar 1893 in Santiago de Chile; † April 1969 ebenda) war ein chilenischer Maler.
Eguiluz besuchte zwischen 1911 und 1913 Malkurse an der Royal Academy of Arts in London. In Chile nahm er Unterricht bei Arturo Gordon und studierte an der Escuela de Bellas Artes bei Juan Francisco González. Er zeigte sich beeinflusst vom französischen Impressionismus und schloss sich der avantgardistischen Grupo Montparnasse um  Isaías Cabezón, José Perotti, Camilo Mori, Henriette Petit und die Brüder Julio und Manuel Ortiz de Zárate an.
Mit einer Gruppe von Studenten und Lehrern der Escuela de Bellas Artes, die als Generación del Veintiocho bekannt wurde, reiste er 1928 nach Paris und studierte dort die Technik der Glasmalerei an der Académie de la Grande Chaumière. Nach seiner Rückkehr nach Chile unterrichtete er an der Escuela de Bellas Artes. Zu seinen Schülern zählten Künstler wie Ximena Cristi und Sergio Montecino.
Werke Eguiluz' befinden sich u. a. im Besitz des Museo Nacional de Bellas Artes, des Museo de Arte Contempráneo der Universidad de Chile und der Pinakothek der Universidad de Concepción.  Retrospektiven seiner Werke veranstalteten die Universidad de Chile (1970), das chilenische Erziehungsministerium (1975) und das Museo Nacional de Bellas Artes (1994).